# Pionosyllis corallicola
Pionosyllis corallicola är en ringmaskart som beskrevs av Linxian Ding och Westheide 1997. Pionosyllis corallicola ingår i släktet Pionosyllis och familjen Syllidae. Inga underarter finns listade i Catalogue of Life.